# 索尼Sonnar T* 135mm f/1.8 ZA
索尼 Sonnar T* 135 mm f/1.8 ZA 是一枚大光圈望远定焦镜头，由索尼与蔡司公司共同研发，由索尼公司于2006年6月发布，同年10月上市。
该镜头商品目录标号为SAL135F18Z，通常被爱好者们简称为 135ZA；可用于SONY α的单反或SLT机身，亦可在之前Minolta AF系统机身上使用，但因为选取的光圈数系不同，最大光圈时可能会被识别为f/1.7而非镜身标称的f/1.8。

## 概述
由于透视变形的存在，135系统上的85～135mm焦段通常作为常用的肖像镜头。许多厂商也在这段生产了许多高速镜头，85mm镜头开放光圈值在F1.4附近，而135mm镜头开放光圈值约在F2附近。SONY Sonnar T* 135mm F1.8 ZA 为135系统中，具备最大开放光圈的135mm自动对焦镜头。手动时代的 135mm F1.8 规格镜头并不少见，值得一提的是宾得曾推出过一款A* 135mm F1.8，采用改良的Planar结构设计，且后组具备浮动结构，但该镜头并没有在AF时代复刻。

## 设计
单反135mm镜头设计，一般采用Planar或Sonnar结构，前者容易实现较大的开放光圈，后者则因为较少的镜组结构而容易控制成本，且简单结构具备较少的空气面，可以收获较好的对比度。例如康泰时Y/C卡口上，就有两枚蔡司厂牌135mm镜头，分别采用这两种结构。
135ZA采用Sonnar结构，但进行改进，一反常态地使用了11枚9群镜片，其中包含两枚ED低色散镜片，将开放光圈值推进到F1.8，同时在全开光圈时拥有较好的焦外。
135ZA最近对焦距离缩短到0.72m，可以实现0.25x的放大率，在市售135mm镜头中也十分出众。
机械方面，该镜头并未内置超声波马达，而需要配合的SONY α或Minolta AF机身进行驱动。

## 评价与反响
135ZA经常被拿出与同焦段其他镜头进行比较，结果均表现优异。